# Tăng dung lượng máu
Tăng dung lượng máu, còn được gọi là tăng thể tích máu, là tình trạng y tế khi có quá nhiều chất lỏng trong máu. Tình trạng ngược lại là giảm dung lượng máu, khi có quá ít thể tích chất dịch trong máu. Lượng chất lỏng dư thừa trong khoang nội mạch xảy ra do sự gia tăng tổng lượng natri trong cơ thể và do đó tăng lượng nước trong cơ thể ngoại bào. Cơ chế này thường bắt nguồn từ các cơ chế điều tiết bị tổn hại để xử lý natri như đã thấy trong suy tim sung huyết (CHF), suy thận và suy gan. Nó cũng có thể được gây ra do việc hấp thụ quá nhiều natri từ thực phẩm, dung dịch tiêm tĩnh mạch (IV) và truyền máu, thuốc hoặc thuốc nhuộm tương phản chẩn đoán. Điều trị thường bao gồm dùng thuốc lợi tiểu và hạn chế uống nước, chất lỏng, natri và muối.

## Dấu hiệu và triệu chứng
Chất lỏng dư thừa, chủ yếu là muối và nước, tích tụ ở nhiều vị trí khác nhau trong cơ thể và dẫn đến tăng trọng lượng, gây sưng ở chân và cánh tay (phù ngoại biên) và/hoặc chất lỏng trong bụng (cổ trướng). Cuối cùng, chất lỏng đi vào không gian không khí trong phổi (phù phổi) làm giảm lượng oxy có thể vào máu, và gây khó thở hoặc đi vào không gian màng phổi do tràn dịch (tràn dịch màng phổi cũng gây khó thở), nên việc gây ra khó thở là chỉ số tốt nhất để ước tính áp lực tĩnh mạch trung tâm bị đẩy lên. Chứng này cũng có thể gây sưng mặt. Chất lỏng cũng có thể tích tụ trong phổi khi nằm xuống vào ban đêm, có thể làm cho việc thở và ngủ vào ban đêm trở nên khó khăn.     

### Biến chứng
Suy tim sung huyết là kết quả phổ biến nhất của tình trạng quá tải chất lỏng. Ngoài ra, nó có thể được liên kết với chứng hạ natri máu.